# Gurelca geometricum
Gurelca geometricum är en fjärilsart som beskrevs 1857 av Frederic Moore. Arten ingår i släktet Gurelca och familjen svärmare. Inga underarter finns listade i Catalogue of Life.